# Крвно-мождана баријера
Крвно-мождана баријера (КМБ) је високо селективна полупропусна граница ендотелних ћелија која спречава растворене супстанце у циркулишућој крви да неселективно пређу у екстрацелуларну течност централног нервног система где се налазе неурони. Крвно-мождану баријеру формирају ендотелне ћелије зида капилара, крајњи део астроцита који покрива капилар, и перицити уграђени у капиларну базалну мембрану. Овај систем омогућава пролаз неких малих молекула пасивном дифузијом, као и селективни и активни транспорт различитих хранљивих материја, јона, органских анјона и макромолекула као што су глукоза и аминокиселине које су кључне за неуралну функцију.
Крвно-мождана баријера ограничава пролаз патогена, дифузију растворених материја у крви и великих или хидрофилних молекула у цереброспиналну течност, док дозвољава дифузију хидрофобних молекула (O2, CO2, хормони) и малих неполарних молекула. Ћелије баријере активно транспортују метаболичке производе као што је глукоза преко баријере користећи специфичне транспортне протеине. Баријера такође ограничава пролаз периферних имуних фактора, као што су сигнални молекули, антитела и имуне ћелије, у ЦНС, изолујући тако мозак од оштећења услед периферних имуних догађаја.
Специјализоване мождане структуре које учествују у сензорној и секреторној интеграцији унутар можданих неуронских кола – циркумвентрикуларни органи и хороидни плексус – имају насупрот томе високо пропусне капиларе.

## Структура
КМБ је резултат селективности чврстих веза између ендотелних ћелија можданих капилара, ограничавајући пролаз растворених материја. На граници између крви и мозга, ендотелне ћелије су непрекидно повезане овим чврстим спојевима, који се састоје од мањих подјединица трансмембранских протеина, као што су оклудин, клаудини, спојни адхезиони молекул (као што је JAM-A). Сваки од ових протеина чврстог споја је стабилизован на мембрани ендотелијалне ћелије помоћу другог протеинског комплекса који укључује протеине скеле као што је протеин чврстог споја 1 (ZO1) и повезани протеини.
КМБ се састоји од ендотелних ћелија које ограничавају пролаз супстанци из крви селективније него ендотелне ћелије капилара на другим местима у телу. Пројекције ћелија астроцита које се називају астроцитна стопала (такође познате као „глиа лимитанс“) окружују ендотелне ћелије КМБ, пружајући биохемијску подршку тим ћелијама. БББ се разликује од прилично сличне баријере крвно-цереброспиналне течности, која је функција хороидалних ћелија хороидног плексуса, и од крвно-ретиналне баријере, која се може сматрати делом читавог царства таквих баријера.
Не показују сви судови у људском мозгу својства КМБ. Неки примери овога укључују циркумвентрикуларне органе, кров треће и четврте коморе, капиларе у епифизи на крову диенцефалона и епифизу. Епифиза лучи хормон мелатонин „директно у системску циркулацију“, тако да крвно-мождана баријера не утиче на мелатонин.

### Развој
Чини се да је КМБ функционална до тренутка рођења. П-гликопротеин, транспортер, већ постоји у ембрионалном ендотелу. Мерење можданог узимања различитих растворених материја које се преносе крвљу показало је да су ендотелне ћелије новорођенчета функционално сличне онима код одраслих, што указује да је селективна КМБ активна при рођењу. Код мишева, губитак клаудин-5 током развоја је смртоносан и резултира селективним отпуштањем КМБ по величини.

## Функција
Крвно-мождана баријера делује ефикасно како би заштитила мозак од циркулишућих патогена. Сходно томе, инфекције мозга које се преносе крвљу су ретке. Инфекције мозга које се јављају често је тешко лечити. Антитела су превелика да пређу крвно-мождану баријеру и само одређени антибиотици могу да прођу. У неким случајевима, лек се мора применити директно у цереброспиналну течност где може да уђе у мозак прелазећи крвно-ликворну баријеру.
Крвно-мождана баријера може постати непропусна код одабраних неуролошких болести, као што су амиотрофична латерална склероза, епилепсија, траума мозга и едем, као и код системских болести, као што је отказивање јетре. Крвно-мождана баријера постаје пропусна током упале, потенцијално омогућавајући антибиотицима и фагоцитима да се крећу кроз КМБ.
Друга функција је да помаже у одржавању релативно константних нивоа хормона, хранљивих материја и воде у мозгу – флуктуације које могу пореметити фино подешено окружење.

### Циркумвентрикуларни органи
Циркумвентрикуларни органи (ЦВО) су појединачне структуре које се налазе у близини четврте или треће коморе у мозгу, а карактеришу их густи капилари са пермеабилним ендотелним ћелијама за разлику од крвно-мождане баријере. Међу ЦВО који имају високо пропусне капиларе спадају ареа пострема, субфорникални орган, васкуларни орган завршне плочице, средишње узвишње, епифиза и три режња хипофизе.
Пермеабилне капиларе сензорних ЦВО (ареа пострема, субфорникални орган, васкуларни орган завршне плочице) омогућавају брзо откривање циркулишућих сигнала у системској крви, док капилари секреторних ЦВО (средишње узвишње, епифиза и три режња хипофизе) олакшавају транспорт сигнала из мозга у крв која циркулише. Сходно томе, ЦВО пермеабилни капилари су тачка двосмерне комуникације крв-мозак за неуроендокрину функцију.

### Специјализоване пропусне зоне
Граничне зоне између можданог ткива "иза" крвно-мождане баријере и зона "отворених" за сигнале крви у одређеним ЦВО садрже специјализоване хибридне капиларе које су пропуснији од типичних можданих капилара, али нису тако пропусне као ЦВО капиларе. Такве зоне постоје на граници области пострема—nucleus tractus solitarii (НТС), и средишње узвишење—хипоталамусно лучно једро. Чини се да ове зоне функционишу као региони брзог транзита за мождане структуре укључене у различита нервна кола — као што су НТС и лучно језгро — да примају сигнале крви који се затим преносе у нервни излаз. Пермеабилна капиларна зона која се дели између средишњег узвишења и хипоталамуса лучног језгра је увећана широким перикапиларним просторима, олакшавајући двосмерни проток растворених материја између две структуре, и указује на то да средишње узвишење није само секреторни орган, већ може бити и сензорни орган.

## Терапијска истраживања

### Као мета лекова
Крвно-мождану баријеру формира ендотел капилара мозга и искључује из мозга 100% неуротерапеутика великих молекула и више од 98% свих лекова са малим молекулима. Превазилажење потешкоћа са испоруком терапеутских агенаса у специфичне регионе мозга представља велики изазов за лечење већине можданих поремећаја. У својој неуропротективној улози, крвно-мождана баријера функционише тако да омета испоруку многих потенцијално важних дијагностичких и терапијских агенаса у мозак. Терапијски молекули и антитела који би иначе могли да буду ефикасни у дијагнози и терапији не прелазе КМБ у адекватним количинама да би били клинички ефикасни. КМБ представља препреку неким лековима да стигну до мозга, тако да су за превазилажење ове баријере неки пептиди који могу природно да пређу КМБ широко истражени као систем за испоруку лекова.
Механизми за циљање дроге у мозгу укључују пролазак или "кроз" или "иза" КМБ. Модалитети за испоруку лека у мозак у јединичним дозама кроз КМБ подразумевају његово ометање осмотским путем, или биохемијски употребом вазоактивних супстанци, као што је брадикинин, или чак локализованим излагањем фокусираном ултразвуку високог интензитета (ХИФУ).
Друге методе које се користе за пролазак кроз КМБ могу подразумевати употребу ендогених транспортних система, укључујући транспортере посредоване носачем, као што су носачи глукозе и аминокиселина, трансцитозу посредовану рецепторима за инсулин или трансферин, и блокирање активних транспортера ефлукса као што је п -гликопротеин. Неке студије су показале да је откривено да вектори који циљају КМБ транспортере, као што је рецептор трансферина, остају заробљени у ендотелним ћелијама капилара мозга, уместо да се преносе преко КМБ у циљано подручје.

### Наночестице
Нанотехнологија је под прелиминарним истраживањем због њеног потенцијала да олакша пренос лекова преко КМБ-а. Ендотелне ћелије капилара и повезани перицити могу бити абнормални код тумора, а крвно-мождана баријера можда није увек нетакнута код тумора мозга. Други фактори, као што су астроцити, могу допринети отпорности тумора мозга на терапију употребом наночестица. Молекули растворљиви у мастима тежине мање од 400 далтона могу слободно да дифундују поред КМБ путем пасивне дифузије посредоване липидима.

### Оштећења услед повреда и болести
Крвно-мождана баријера може бити оштећена код одабраних неуролошких болести, као што показују студије неуромиџинга Алцхајмерове болести, амиотрофичне латералне склерозе, епилепсије и трауме мозга и код системских болести, као што је отказивање јетре. Ефекти као што су поремећени транспорт глукозе и дегенерација ендотела могу довести до метаболичке дисфункције у мозгу и повећане пермеабилности КМБ на проинфламаторне факторе, потенцијално омогућавајући антибиотицима и фагоцитима да се крећу кроз КМБ.

## Историја
Артур Бидл и Р. Краус су 1898. приметили да „жучне соли“ ниске концентрације нису успеле да утичу на понашање када се убризгавају у крвоток животиња. Тако, у теорији, нису успели да уђу у мозак. Две године касније, Макс Левандовски је сковао термин „крвно-мождана баријера“ 1900. године, мислећи на претпостављену полупропусну мембрану (тада названу хематоенцефалном баријером).
Све време, бактериолог Пол Ерлих је проучавао бојење, процедуру која се користи у многим студијама микроскопије да би се фине биолошке структуре учиниле видљивим коришћењем хемијских боја. Пошто је Ерлих убризгао неке од ових боја (нарочито анилинске боје које су тада биле широко коришћене), боја је обојила све органе неких врста животиња осим њиховог мозга. У то време, Ерлих је овај недостатак бојења приписао томе да мозак једноставно није покупио толико боје.
Међутим, у каснијем експерименту 1913. године, Едвин Голдман (један од Ерлихових ученика) убризгао је боју директно у цереброспиналне течности животињског мозга. Тада је открио да је мозак постао обојен, али остатак тела није, демонстрирајући постојање поделе између њих двоје. У то време се сматрало да су сами крвни судови одговорни за баријеру, пошто није могла да се нађе очигледна мембрана.